# Kasprowo (stacja kolejowa)
Kasprowo – dawna wąskotorowa stacja kolejowa Bydgosko-Wyrzyskich Kolei Dojazdowych w Kasprowie, w gminie Sicienko, w powiecie bydgoskim, w województwie kujawsko-pomorskim. Została oddana do użytku w dniu 18 maja 1895 roku razem z linią kolejową od stacji Morzewiec do tej stacji. Linia ta została zamknięta dla ruchu pasażerskiego w 1991 roku, a dla ruchu towarowego w 1994 roku.